# Glaucocharis maculosa
Glaucocharis maculosa là một loài bướm đêm trong họ Crambidae.